# Skulpturenweg Rielasingen-Worblingen

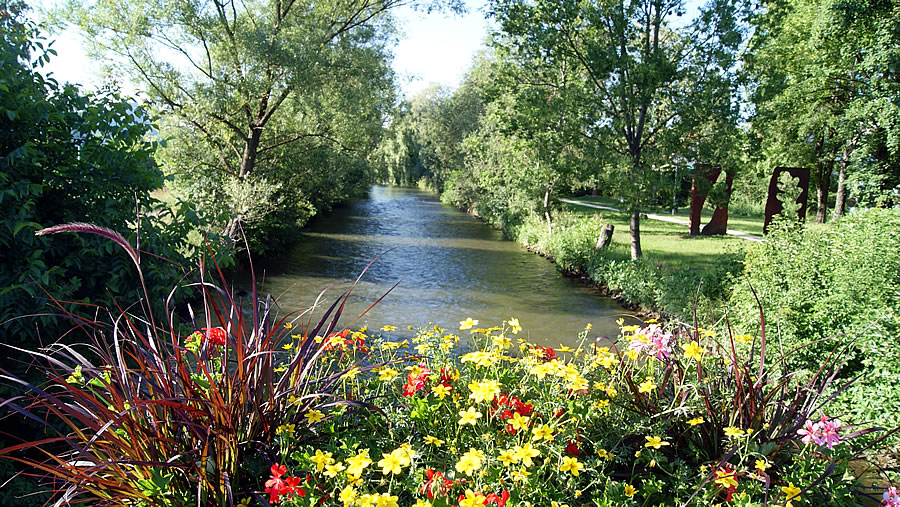
Blick auf die Hegauer Aach und den dortigen Skulpturenweg

Der Skulpturenweg Rielasingen-Worblingen entstand 1998 anlässlich der Feierlichkeiten zum 25-jährigen Partnerschaftsjubiläum mit Nogent-sur-Seine (Frankreich).
Bei dem vom Rielasinger Bildhauer Marcus Schwarz organisierten Bildhauersymposium zum Thema „Grenzen und Verbindungen“ zeigten 10 Künstler aus Deutschland, Frankreich  und Italien während einer Woche ihr Können. Die Bevölkerung konnte die Entstehung der Skulpturen entlang der Aach verfolgen.
In den folgenden Jahren wurde der Skulpturen-Rundweg in südlicher Richtung zum Zentrum der Gemeinde hin erweitert und einzelne Skulpturen versetzt. 2012 erfolgte wieder eine Überarbeitung des Skulpturenweges entlang des Flusslaufes der Aach. Weiterhin wurden einzelne Skulpturen bei Dunkelheit beleuchtet.
Insgesamt sind die modernen, abstrakten bis zu realistischen Skulpturen aus Holz, Stein und Eisen in die Landschaft integriert.
Zu dem Skulpturenweg gibt es eine Begleitbroschüre.